# Торенте 3: Неспособни заштитник
Торенте 3: Неспособни заштитник (шп. Torrente 3: El protector) шпански је филм, црнохуморна акциона комедија из 2005. Насловну улогу у филму тумачи Сантијаго Сегура, који га је режирао и за њега написао сценарио.

## Радња
Изузетно привлачна и одлучна политичарка Ђанина Ричи, предводи антикорупцијску истрагу и одлази да испита рад шпанске нафтне компаније Петроноса. Наиме, све до сада илегалне активности ове комапније скривали су полицајци који су годинама били на њиховом платном списку. Корумпирани полицајци постараће се да Торенте буде додељен Ђанини као телохранитељ због његове специјалне способности да створи хаос на сваком задатку. Торентеова неспособност има два ефекта — можете доживети слом живаца или завршити у гипсу.

## Улоге
| Глумац            | Улога                |
| ----------------- | -------------------- |
| Сантијаго Сегура  | Хосе Луис Торенте    |
| Хосе Мота         | Хосито               |
| Карлос Латре      | Пепито Торенте       |
| Ивон Шо           | Ђанина Ричи          |
| Хавијер Гутијерез | Хуан Франсиско Солис |
| Енрике Виљен      | Салас                |
| Силвија Гамбино   | Ванеса               |